# Lampe
En lampe (fransk lampe, fra græsk λαμπάς lampás „fakkel“) er en opfindelse, der grundlæggende består af en lyskilde og noget tilbehør (fx pærefatning, stage og/eller armatur), der bærer lyskilden, og på den ene eller den anden måde ændrer lyset og/eller bare har en funktion i sig selv, såsom at pynte.
Hvis lyskilden er meget koncentreret, plejer man at sætte en eller flere lampeskærme på lampen, med formålet at skærme mod blændende lys. Lampeskærmen kan være gennemsigtigt mat og give reflekteret eller passeret lys en farvetoning.

## Dansk lampedesign
Danmark er kendt for deres mange lampedesignere[kilde mangler].
Specielt har firmaet Louis Poulsen samarbejdet med mange kendte designere som Poul Henningsen (PH-lampe), Wilhelm Lauritzen, Arne Jacobsen og Verner Panton og Hans Wegner.

## Lampetyper
Der findes mange forskellige slags lamper. Nedenfor er kun nogle få nævnt:
- Væglampe eller lampet - sidder på væggen
- Loftslampe - hænger ned fra loftet
  - Lysekrone
- Bordlampe - står på fx et bord, bred vindueskarm eller på reolflader
  - Lysestage
  - Kandelaber - flerarmet lysestage
  - Lavalampe
- Standerlampe - står på gulvet
- Spotlampe - lampe hvis formål er at belyse et afgrænset område
  - Læselampe - lyser typisk kun op ved fx en stol, lænestol eller sofaplads, så man fx kan læse, løse krydsogtværs, sidde med en bærbar computer, smartphone, strikke, hækle - eller andet gøremål, der kræver lidt belysning.
  - Sengelampe - lyser typisk kun op ved sengens hovedende
- Pyntelampe
  - Lampion - lille pyntelampe

## Lampelyskilder
Lamper kategoriseret efter lyskilden:
- elektrisk pære - lampen hedder i så fald en elektrisk lampe
  - glødepære - lampen hedder i så fald en glødelampe
  - Kompaktlysstofrør
  - lysdiodepære eller lysdiodemodul - lampen hedder i så fald en lysdiodelampe, LED-lampe, diodelampe
- (lugtfri) lampeolie/brændstof - lampen hedder i så fald en olielampe
  - Japansk lampe
  - Petroleum - lampen hedder i så fald en petroleumslampe
- Knæklys - lyset fås fra lysende væske. Lyset dannes af typisk to kemikalier, som blandes efter knækket - og skyldes fænomenet kemiluminiscens